# Plech
Plech là một đô thị ở huyện Bayreuth bang Bayern nước Đức. Đô thị Plech có diện tích 15,29 km², dân số thời điểm ngày 31 tháng 12 năm 2006 là 1287 người.